# Luca Cristofani
Luca Cristofani (Roma, 8 agosto 1969) è un allenatore di pallavolo italiano.

## Biografia
Luca Cristofani ha iniziato la sua carriera da allenatore negli anni '90, guidando la Gierre Roma in Serie B2 e successivamente il Casal de' Pazzi in Serie B1 fino al 2005. Nel 2005 è approdato in Serie A2 con la Virtus Roma, rimanendovi fino al 2008. Ha poi guidato l'Aprilia Volley, con cui ha vinto il campionato di Serie A2 nella stagione 2009-2010.
Nel 2011 è stato nominato allenatore della nazionale femminile del Perù, incarico che ha ricoperto fino al 2013. Durante questo periodo, ha conquistato la medaglia di bronzo al Campionato Sudamericano.
Tornato in Italia, Cristofani ha continuato a distinguersi nel settore giovanile, vincendo numerosi titoli italiani con il Volleyrò Casal de' Pazzi, dovericopre anche il ruolo di Direttore Tecnico.
Alla guida della nazionale femminile Under 20 italiana conquista la medaglia di bronzo ai Mondiali del 2015 in Porto Rico. Ha inoltre guidato diverse squadre in Serie A2 e A1, tra cui la Golden Tulip Volalto 2.0 Caserta, la Pallavolo Scandicci Savino Del Bene e l'Acqua & Sapone Roma Volley Club.
Nel 2021 è stato alla guida della Bartoccini Fortinfissi Black Angels Perugia Volley in Serie A1.
Nel 2023, Cristofani è stato invitato a Porto Rico per supervisionare l'attività degli allenatori delle squadre nazionali di pallavolo, sia maschili che femminili, contribuendo allo sviluppo del programma nazionale.